# Temelucha solidula
Temelucha solidula är en stekelart som beskrevs av Dasch 1979. Temelucha solidula ingår i släktet Temelucha och familjen brokparasitsteklar. Inga underarter finns listade i Catalogue of Life.